# Bematistes hemileuca
Bematistes hemileuca är en fjärilsart som beskrevs av Jordan 1914. Bematistes hemileuca ingår i släktet Bematistes och familjen praktfjärilar. Inga underarter finns listade i Catalogue of Life.